# Футбэг нет-гейм
Футбэг нет-гейм (англ. footbag net) — это вид спорта, в котором игроки пинают футбэг через сетку высотой пять футов (~150 см). Игроки могут использовать только ноги. Любой контакт колена и выше является фолом. В эту игру можно играть как индивидуально, так и в паре.
Футбэг нет-гейм сочетает в себе элементы тенниса, бадминтона и волейбола. Расположение и размеры корта похожи на таковой в бадминтоне. Подсчет очков схож со старой системой, использовавшейся в волейболе (очко засчитывается только при подаче). Как и в теннисе, подавать можно только по диагонали (каждая половина корта делится на 2 равные части перпендикулярно сетке). Игра идет до 11 или 15 очков, при этом разница должна составлять минимум 2 очка. Профессиональные игроки имеют в своем арсенале множество сложных, непредсказуемых ударов, зачастую выполняющихся в воздухе.
Футбэг нет-гейм регулируется Международной Ассоциацией Игроков Футбэг (IFPA). Соревнования проходят по всему миру, но в основном в Северной Америке и Европе. Всемирный чемпионат по Футбэгу является ежегодным, он проходит в течение недели и каждый год проходит в новом городе. 2012 IFPA Чемпионат прошел в Варшаве, Польша; последние чемпионаты были проведены в Хельсинки, Финляндия (2011), Окленд/штат Калифорния, США (2010); Берлин, Германия (2009), и Прага, Чешская (2008).